# Varmblodshäst
Med varmblodshäst menas en lättare typ av häst eller hästras framavlad för att passa som rid- eller körhäst. De skiljer sig från kallblodshästar som avlats fram för att utföra tyngre arbete, till exempel inom jordbruket. Termerna kallblod och varmblod har ingenting med blodets temperatur att göra utan är ett sätt att dela upp hästar efter temperament och andra egenskaper.
Varmbloden delas in i två underkategorier, halvblod och fullblod, där fullbloden är de lättaste och smäckraste. Det arabiska fullblodet är mest ursprungligt och har direkt eller indirekt använts för att avla fram alla andra varmblodsraser.. Andra fullblodsraser är engelskt fullblod och angloarab. Halvblodshästar har traditionellt avlats fram genom korsningar mellan fullblodshäst och kallblodshäst, men numera finns en rad olika halvblodsraser.
Varmblodshästar finns i många olika varianter, där de flesta olika europeiska hästraserna numer används i tävlingssammanhang, inom ridsport och trav- och galoppsport. I USA har flera varmblodsraser utvecklats för bland annat showridning och boskapsskötsel.

## Varmblodens karaktär
Varmblod har en mer smäcker byggnad och längre ben än kallblod. Mankhöjden är vanligtvis mellan 155 och 175 cm. Som regel har de ett mera livligt temperament än kallblodshästarna och rör sig smidigare. De flesta varmblod har de tre naturliga gångarterna skritt, trav och galopp, men det finns också så kallade gångartshästar där man genom avel har främjat förmågan till ytterligare gångarter.

## Varmblodsraser
I stort sett alla varmblodsraser härstammar från det arabiska fullblodet. På den arabiska halvön har hästar av denna typ avlats i flera tusen år. Det engelska fullblodet skapades på 1700-talet som kapplöpningsras, genom att korsa tre arabiska hingstar med inhemska engelska kapplöpningsston. Arabiska och engelska fullblod har sedan korsats med andra hästar för att avla fram en mängd hästraser som kallas varmblod eller halvblod. Varmblodshästar används främst inom trav-och galoppsport, inom ridsportsgrenar som dressyr, hoppning, fälttävlan, distansritt, körning, working equitation (WE) och voltige samt som hobbyhästar och på ridskolor. Olika typer avlas för olika ändamål och aveln inriktas på att få fram och förstärka de egenskaper som är önskvärda inom respektive ras, som snabbhet i galopp eller trav, hoppegenskaper, ridbarhet, temperament och utseende. Utvecklingen av rasen och stamtavlor för godkända avelshästar kontrolleras av avelsföreningar. Skillnaderna mellan de olika framavlade hästraserna är ibland svåra att urskilja, och de karakteristiska och eftersträvade egenskaperna hos en och samma ras kan ändras påtagligt över tid.

### Tyska varmblod
Europa är absolut störst i världen när det gäller avel av varmblodshästar. Alla länder har sina egna varianter av varmblodet. Det land som är mest utmärkande inom varmblodsaveln är Tyskland som har över 10 varmblodsraser i avel. De mest framstående tyska varmblodsraserna är:[källa behövs]
- Holsteinare
- Trakehnare
- Hannoveranare
- Oldenburgare
- Württembergare
- Rhenländare
- Bayerskt varmblod
- Brandenburgare

Många av de tyska varmbloden har använts för att avla fram nya varmblod. Bland annat har både Trakehnaren och Hannoveranaren ingått i utvecklingen av det svenska varmblodet. 

### Framstående varmblodsraser
Många andra länder i Europa och även i resten av världen föder upp olika raser som ingår inom begreppet varmblodshästar. I Asien finns bland annat Akhal-tekén medan Spanien har sina berömda Andalusier. I USA är det vanligt med varmblodshästar som används inom boskapsskötsel eller till showridning, till exempel den ståtliga Missouri fox trottern.[källa behövs]
Europa: 
- Kroatiskt varmblod
- Andalusier
- Svenskt varmblod
- Varmblodig travhäst
- Danskt varmblod
- Belgiskt varmblod
- Holländskt varmblod
- Tjeckoslovakiskt varmblod
- Fransk travare
- Lipizzaner
- Frieserhäst

Asien och Eurasien: 
- Akhal-teké
- Orlovtravare
- Kathiawari
- Rysk travare

Nord- och Sydamerika:
- Mustang
- American Paint Horse
- American saddlebred
- Appaloosa
- Criollo
- Paso fino och Peruansk pasohäst